# 源川ゆずな
源川 ゆずな（みなかわ ゆずな）は、日本のAV女優。LINX所属。

## 略歴・人物
神奈川県出身。
趣味・特技はエロいこと、お酒、一人旅、ファッション。
2022年10月、SODクリエイトの「青春時代」レーベル専属女優としてAVデビュー。
3作品に出演後、専属を離れ企画単体女優となる。

## 作品

### アダルトDVD
- 身長148cm、幼いカラダは発育途中の証 源川ゆずな AV DEBUT（8月10日、SODクリエイト）
- ママには言えないかくしごと 「放課後、やさしいおじさんとイチャイチャしてくるんだ」 148cmのミニミニ身体に入りきらないたっくさんの快感（9月7日、SODクリエイト）
- 中出し体液交換 舐めあい、唾飲み、したたる少女の愛汁 はじめてのゴムなしせっくす（10月12日、SODクリエイト）
- 据え置きカメラの前でオナニーしたらおもらししちゃった女達（10月24日、SEX Agent）
- すんごい炉利、見っけ! 「私、人より乳頭が長いのがコンプレックスなんです…」 家出娘は乳首だけでイク超敏感な全身性感帯のムッツリスケベさんでした。（10月27日、FIRST STAR）
- 悪徳パーソナルトレーナー ワイセツ筋トレちびっこマッチョへの道（10月27日、FIRST STAR）
- あどけない顔して乳頭長めピンコ勃ちの卑猥な乳首でごめんちゃい。 淫乱すぎて困っている小娘に媚薬で白目ロンパリで逝きまくるぅ!（11月7日、キチックス）※「佳純」名義
- メスガキ 09 小悪魔美少女 エロビッチ育成委員会 身長148cm 心もカラダも発育途中の炉利娘 性の快感を知らないミニマム美少女をおじさんのデカチンで調教しビッチ娘へ（11月12日、FIRST STAR）
- 乳首責め顔騎手コキ（11月28日、SEX Agent）

### ネット配信
- ゆずなちゃん（10月15日、浮遊僧）
- サクラ(仮)（10月17日、援堂山）
- ゆずなちゃん（10月18日、シロウト速報）
- サクラ(仮) 2（10月20日、援堂山）
- ゆずな（10月22日、素人ムクムク）

### アダルトVR
- 休日の市営グランドで見かけた男子に混じって頑張るボーイッシュな野球少女を追跡拉致レ●プ（2023年10月26日、SODクリエイト）

### デジタル写真集
- 悪徳パーソナルトレーナー ワイセツ筋トレ（2023年10月27日、マーキュリー）

## 出演

### YouTube
2023年
- 吹奏楽部だった20歳の源川ゆずなさん。めっちゃロリ娘なのに、100人の男を経験しているそうです。（9月17日、リボルバーチャンネル）
- リボルバーチャンネルコラボ企画!源川ゆずなの巻〜一日の最大?5人×1時間でスケジュールを‥〜（9月26日、夕やけちゃんねる）